# マトリリシン
マトリリシン(Matrilysin、EC 3.4.24.23)は、酵素である。インスリンB鎖のAra14-Leu結合を選択的に切断し、I型、II型、III型、IV型のコラーゲンには作用しない。
この酵素は、ラットの子宮に存在する。